# TOMOYO Linux
TOMOYO Linux — реализация мандатного управления доступом для операционной системы Linux (начиная с версии 2.6.30).
Речь идет не о дистрибутиве Linux, как можно предположить из названия. TOMOYO Linux разрабатывается под лицензией GPL с 2003 года при финансовой поддержке японской корпорации NTT Data.
TOMOYO — это акроним Task Oriented Management Obviates Your Onus on Linux («Управление ориентированное на задачу, позволяющее вам снизить нагрузку на Linux»).
TOMOYO работает как модуль ядра и используется, например, в SELinux (несмотря на то, что SELinux использует другой подход — ограничение контроля доступа на основе меток объектов).
Обеспечивает защиту от неизвестных уязвимостей, так называемых Zero-Day Exploit.
Для нормальной работы приложения необходимо лишь определить профили с отдельными политиками безопасности. Как системные администраторы, так и пользователи могут создавать собственные профили для приложений. Также TOMOYO может использовать адаптивную фильтрацию во время работы программы в обычном режиме.